# Huawei P10
Huawei P10 — флагман компанії Huawei, який був анонсований в лютому 2017 року на виставці MWC. Надійшов у продаж 6 квітня 2017 року.
Телефон отримав подвійну камеру, 2.5D скло на передній частині. Виконується в чорному, золотому, м'ятному та фіолетовому кольорах.

## Апаратне забезпечення
Смартфон побудований на базі восьмиядерного HiSilicon Kirin 960 — Cortex-A73 (4 ядра по 2.4 ГГц) та Cortex-A53 (4 ядра по 1.8 ГГц). Графічне ядро — GPU Mali-G71 (МР8).
Об'єм внутрішньої пам'яті склав 32, 64 та 128 Гб, оперативної — 6 ГБ.
Екран типу IPS-NEO LCD з діагоналлю 5,2 дюйма і роздільною здатністю 1440 x 2560 пікселів. Щільність: 565 пікселів на дюйм. Захист: Gorilla Glass.
Основна камера 20 Мп + 12 Мп, фронтальна — 8 Мп, f/1,9. Зйомка відео 2160p з частотою 30 кадрів в секунду і 1080p з частотою 60 к/с.
Незнімний акумулятор ємністю 3100 мАг. Підтримується технологія швидкої зарядки HUAWEI SuperCharge.

## Програмне забезпечення
HUAWEI P10 працює на базі операційної системи Android 7.0, оновлюється до Android 8.0 (Oreo). Графічна оболонка Emotion UI 5.0
Інтерфейси: Wi-Fi 802.11 a/b/g/n/ac, dual-band, DLNA, WiFi Direct, точка доступу; Bluetooth 5.0, A2DP, LE.
Смартфон отримав такі сенсори:
- датчик наближення;
- дактилоскопічний датчик;
- акселерометр;
- компас;
- гіроскоп.

## Синтетичні тести
|             | Huawei P10 | Asus ZenFone 5 | Nokia 7 Plus | LG G6 | HUAWEI Mate 9 Pro | Sony Xperia XZ1 |
| ----------- | ---------- | -------------- | ------------ | ----- | ----------------- | --------------- |
| Multi-core  | 6576       | 2619           | 5881         | 2312  | 6108              | 6558            |
| Single-core | 1895       | 1065           | 1645         | 1519  | 1612              | 1909            |